# Uvit
Das Mineral Uvit ist ein seltenes Ringsilikat aus der Turmalingruppe mit der idealisierten chemischen Zusammensetzung CaMg3(Al5Mg)(Si6O18)(BO3)3(OH)3(OH).
Uvit kristallisiert mit trigonaler Symmetrie und bildet braune oder schwach gefärbte, grünlich-bräunliche, prismatische Kristalle von wenigen Millimetern bis Zentimetern Größe. Anhand äußerer Kennzeichen ist Uvit nicht von ähnlich gefärbten, anderen Mineralen der Turmalingruppe zu unterscheiden. Die Kristallform wird dominiert von den Prismen {1010} und {1120} die an den Enden von den Pyramidenflächen {1011} und {1011} begrenzt werden. Die Prismenflächen zeigen eine deutliche Streifung in Längsrichtung. Wenn gefärbt zeigt Uvit einen starken Pleochroismus von farblos oder gelblich-braun nach intensiv gelb-braun oder grün. Wie alle Minerale der Turmalingruppe ist Uvit stark pyroelektrisch und piezoelektrisch.
Gebildet wird Uvit meist kontaktmetamorph bei der Metasomatose von Kalkstein oder Dolomit durch borreiche Lösungen. Uvitische Turmaline sind recht häufig, aber meist reich an Fluor. Uvit im engeren Sinne (OH-betont) ist selten und nur an wenigen Fundorten zweifelsfrei nachgewiesen worden. Typlokalität ist der Facciatoia Steinbruch bei San Piero in Campo auf Elba in Italien.

## Etymologie und Geschichte
Calciumreiche Turmaline kennt man spätestens seit Ende des 18. Jahrhunderts. So publizierte z. B. Louis-Nicolas Vauquelin, Professor für Chemie und Dokimasie in Paris, 1798 eine Analyse eines calciumreichen Turmalins aus Ceylon. Nahezu eisenfreie Calcium-Magnesium-Turmaline aus den bekannten Mineralfundstellen De Kalb, Gouverneur (New York) und Hamburgh (New Jersey) analysierte Robert Baird Riggs vom United States Geological Survey knapp 90 Jahre später.
Im 19. Jahrhundert wurden neben chemischen Analysen auch zahlreiche Untersuchungen zur Morphologie der Turmaline veröffentlicht. V. von Worobieff fasste im Jahr 1900 viele davon zusammen und ergänzte genaue Beschreibungen der komplexen Kristallform einiger brauner Turmaline aus der Provinz Uva. Er dokumentierte Flächen von insgesamt rund 100 verschiedenen Formen und an einem Kristall mit besonders komplexer Kristallform allein 56. Die Definition des Minerals Uvit sollte sich aber noch über 100 Jahre hinziehen.
Den Namen Uvit prägte Wilhelm Kunitz 1930 an der Universität Halle-Wittenberg. Er untersuchte die Mischkristallreihen der Turmaline. Für die Beschreibung calciumreicher Dravite führte er das hypothetische Calcium-Analog von Dravit (H8Ca2Mg8Al10Si12B6O22) mit dem Namen Uvit ein. Den Namen wählte er nach der Provinz Uva (Sri Lanka), der ersten bekannten Herkunft von Calcium-Magnesium-Turmalinen.
Die zahlreichen Analysen calciumreicher Turmaline wurden weitere 47 Jahre ignoriert, bis Pete J. Dunn und Mitarbeiter vom Department of Mineral Sciences der Smithsonian Institution in Washington, D.C. erneut eine systematische Untersuchung der Calcium-Magnesium-reichen Turmaline verschiedener Vorkommen vornahmen und Uvit als Mineral mit der Zusammensetzung CaMg3(Al5Mg)B3Si6O27(OH,F)4 von der International Mineralogical Association (IMA) anerkennen ließen. Die vom Kunitz untersuchten Proben waren verloren gegangen und so wählten sie einen neuen, gut untersuchten Uvit-Einkristall aus Sri Lanka als Neotyp.
Anders als die Endgliedzusammensetzung von Kunitz erlaubt die von Dunn für Uvit vorgeschlagene Formel sowohl Hydroxidionen (OH) wie auch Fluor (F) als Anion und der Uvit aus Sri Lanka enthält mehr als 0,5 apfu (Atome pro Formeleinheit) F. Eine kanadische Doktorandin untersuchte die Kristallchemie verschiedener Turmaline und beschrieb mehrere Kandidaten für neue Minerale der Turmalingruppe, darunter auch ein orangeroter „Hydroxyuvit“ aus der Brumado Mine in Bahia, Brasilien. Auf dieser Grundlage richtete die Arbeitsgruppe um Hawthorne im Jahr 2000 einen neuen Vorschlag für Uvit an die IMA (IMA 2000-30a), diesmal mit der Endgliedformel von Kunitz (CaMg3(Al5Mg)(Si6O18)(BO3)3(OH)3(OH)). Der „Hydroxyuvit“ wurde 2010 als neues Typmineral für Uvit angenommen.
Spätere Analysen des Brumado-Uvits ergaben, dass es sich hierbei um einen neuen Oxy-Turmalin handelt. Der Vorschlag IMA 2000-30a wurde daher im Jahre 2018 wieder zurückgezogen und zwei Jahre später erneut, wieder mit neuen Typmaterial, diesmal aus dem Facciatoia Steinbruch bei San Piero in Campo auf Elba, Italien, vorgelegt (IMA 2019-113) und von der IMA anerkannt.

## Klassifikation
In der strukturellen Klassifikation der International Mineralogical Association (IMA) gehört Uvit zusammen mit Fluor-Uvit und Feruvit zur Untergruppe 1 der Calciumgruppe in der Turmalinobergruppe.
Die veraltete 8. Auflage der Mineralsystematik nach Strunz unterscheidet nicht zwischen Uvit und Fluor-Uvit. Der dort als Uvit aufgeführte Calcium-Turmalin gehört zur Mineralklasse der „Silikate“ und dort zur Abteilung der „Ringsilikate (Cyclosilikate)“, wo er zusammen mit Buergerit, Dravit, Elbait, Schörl und Tsilaisit sowie im Anhang mit Tienshanit und Verplanckit die „Turmalin-Reihe“ mit der System-Nr. VIII/C.08 bildete.
In der zuletzt 2018 überarbeiteten Lapis-Systematik nach Stefan Weiß, die formal auf der alten Systematik von Karl Hugo Strunz in der 8. Auflage basiert, erhielt das Mineral die System- und Mineralnummer VIII/E.19-090. Dies entspricht ebenfalls der Abteilung „Ringsilikate“, wo Uvit zusammen mit Adachiit, Bosiit, Chrom-Dravit, Chromo-Alumino-Povondrait, Darrellhenryit, Dravit, Elbait, Feruvit, Fluor-Buergerit, Fluor-Dravit, Fluor-Elbait, Fluor-Liddicoatit, Fluor-Schörl, Fluor-Tsilaisit, Fluor-Uvit, Foitit, Lucchesiit, Luinait-(OH) (diskreditiert), Magnesio-Foitit, Maruyamait, Olenit, Oxy-Chrom-Dravit, Oxy-Dravit, Oxy-Foitit, Oxy-Schörl, Oxy-Vanadium-Dravit, Povondrait, Rossmanit, Schörl, Tsilaisit, Vanadio-Oxy-Chrom-Dravit und Vanadio-Oxy-Dravit die „Turmalin-Gruppe“ mit der Systemnummer VIII/E.19 bildet (Stand 2018).
Auch die von der IMA zuletzt 2009 aktualisierte 9. Auflage der Strunz’schen Mineralsystematik führt unter dem Namen Uvit den Fluor-Uvit. Er ist in die erweiterte Klasse der „Silikate und Germanate“, dort aber ebenfalls in die Abteilung „Ringsilikate (Cyclosilikate)“ eingeordnet. Diese ist allerdings weiter unterteilt nach der Struktur der Silikatringe. Das Mineral ist hier entsprechend seinem Aufbau in der Unterabteilung „[Si6O18]12−-Sechser-Einfachringe mit inselartigen, komplexen Anionen“ zu finden, wo der heutige Uvit als Hydroxyuvit zusammen mit Ferri-Feruvit, Ferri-Uvit, Fluor-Chromdravit, Fluor-Schörl, Fluor-Dravit, Fluor-Elbait, Fluor-Foitit, Fluor-Mg-Foitit, Fluor-Olenit, Fluor-Rossmanit, Hydroxy-Buergerit (heute Buergerit), Hydroxy-Feruvit (heute Feruvit), Hydroxy-Liddicoatit (heute Liddicoatit), Oxy-Chromdravit (heute Oxy-Chrom-Dravit), Oxy-Dravit, Oxy-Elbait (heute Darrellhenryit), Oxy-Ferri-Foitit, Oxy-Feruvit (heute Lucchesiit), Oxy-Foitit, Oxy-Liddicoatit, Oxy-Mg-Ferri-Foitit, Oxy-Mg-Foitit, Oxy-Rossmanit, Oxy-Schörl und Oxy-Uvit (heute Magnesio-Lucchesiit) noch zu den hypothetischen Endgliedern der „Turmalingruppe“ mit der System-Nr. 9.CK.05 gezählt wird.
In der vorwiegend im englischen Sprachraum gebräuchlichen Systematik der Minerale nach Dana hat Uvit (hier noch als Hydroxyuvit) die System- und Mineralnummer 61.03b.01.05. Auch das entspricht der Klasse der „Silikate“ und dort der Abteilung „Ringsilikate: Sechserringe“. Hier findet er sich innerhalb der Unterabteilung „Ringsilikate: Sechserringe mit Boratgruppen (Calciumhaltige Turmalin-Untergruppe)“ in der „Liddicoatit-Untergruppe“, in der auch Liddicoatit (heute Fluor-Liddicoatit), Uvit (heute Fluor-Uvit) und Feruvit eingeordnet sind.

## Chemismus
Uvit ist das Ca2+- Analog von Dravit und hat die idealisierte Zusammensetzung [X]Ca[Y]Mg2+3[Z](Mg2+Al5)([T]Si6O18)(BO3)3[V](OH)3[W](OH), wobei [X], [Y], [Z], [T], [V] und [W] die Positionen in der Turmalinstruktur sind.
Der Uvit aus der Typlokalität hat die gemessene Zusammensetzung
- [X](Ca0.61Na0.35◻0.04)Σ1.00 [Y](Mg1.50Fe2+0.47Al0.71Fe3+0.14Ti0.18)Σ3.00 [Z](Al4.54Fe3+0.18V3+0.02Mg1.27)Σ6.00 [ T][(Si5.90Al0.10)Σ6.00O18] (BO3)3 [V](OH)3 [W][(OH)0.55F0.05O0.40]Σ1.00

Uvit bildet Mischungsreihen mit Dravit, Feruvit, Fluor-Uvit und Magnesio-Lucchesiit, entsprechend der Austauschreaktionen:
- [X]Ca2+ + [Z]Mg2+ = [X]Na+ + [Z]Al3+ (Dravit)[14][21]
- [Y]Mg2+ = [Y]Fe2+ (Feruvit)[9]
- [W](OH)− = [W]F− (Fluor-Uvit)[9]
- 3[Y]Mg2+ + [Z]Mg2+ = [Y](Li+2Al3+) + [Z]Al3+ (Liddicoatit)
- [Z]Mg2+ + [W](OH)− = [Z]Al3+ + [W]O2−(Magnesio-Lucchesiit)[22]

## Kristallstruktur
Uvit kristallisiert mit trigonaler Symmetrie in der Raumgruppe R3m (Raumgruppen-Nr. 160) mit drei Formeleinheiten pro Elementarzelle. Die Gitterparameter des Uvit aus der Typlokalität sind a = 15,952(1) Å, c = 7,2222(5) Å.
Die Struktur ist die von Turmalin. Calcium (Ca2+) wird auf der von 9 Sauerstoffen umgebenen [X]-Position eingebaut und Silicium (Si4+) besetzt die tetraedrisch von 4 Sauerstoffionen umgebene T-Position. Magnesium (Mg2+) und Aluminium (Al3+) verteilen sich relativ gleichmäßig auf die oktaedrisch koordinierten [Y]- und [Z]-Positionen. Die Anionenpositionen [V] und [W] sind beide mit (OH)-Gruppen belegt.

## Eigenschaften

### Farbe
Reiner Uvit ist farblos, kann aber durch die gleichen Mechanismen wie Dravit verschiedene Farben annehmen. Eisen (Fe2+)-Titan (Ti4+)-Wechselwirkung verursacht die häufige braune Farbe und in sehr geringer Konzentration eine gelbe Färbung. Einbau von Vanadium (V3+) oder Chrom (Cr3+) bewirkt eine intensive grüne Farbe und Fe3+-Fe3+-Wechselwirkungen führen zu einer intensiven orange-roten bis rotbraunen Farbe. Ebenfalls rote Färbung kann durch Einbau von Mangan (Mn3+) hervorgerufen werden. Fe2+-Fe3+-Wechselwirkungen schließlich färben Turmaline dunkelblau bis schwarz.

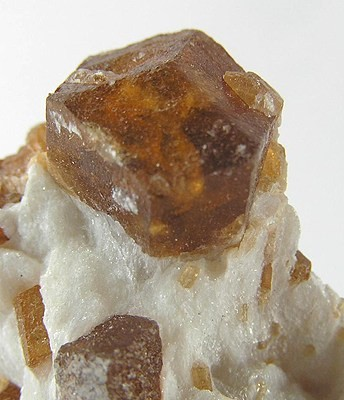
Brauner uvitischer Turmalin aus Pakistan
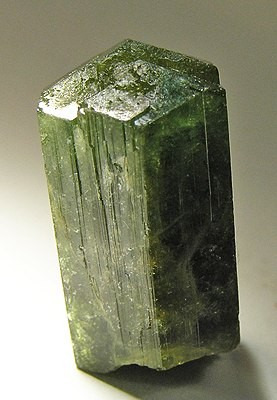
Durch Vanadium grün gefärbter uvitischer Turmalin aus Möng Hsu, Myanmar
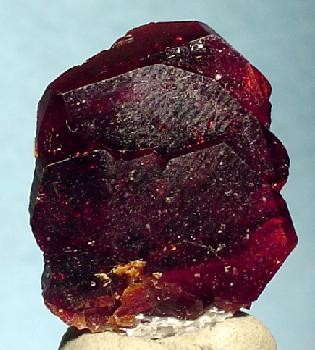
Roter uvitischer Turmalin aus Brumado, Brasilien
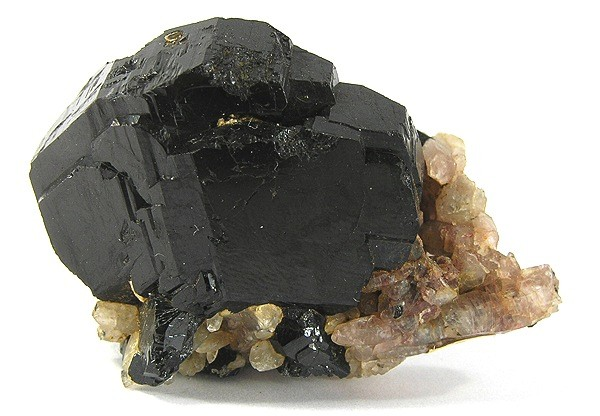
Schwarzer uvitischer Turmalin aus Pierreport (New York), USA

## Bildung und Fundorte
Uvitische Turmaline sind typisch für magnesiumreiche, kontaktmetamorphe Gesteine und weltweit recht verbreitet. Meistens sind sie reich an Fluor und Uvit im engeren Sinne wurde nur an wenigen Fundorten zweifelsfrei nachgewiesen. Gängige Begleitminerale sind Calcit, Dolomit, Epidot, Tremolit, Apatit, Skapolith und Magnesit.
Typlokalität ist der Facciatoia Steinbruch bei San Piero in Campo auf Elba in Italien. Uvit tritt hier in wenige Zentimeter breiten Turmalingängen auf, die Magnesit- und dolomitreiche Metaserpentinite durchziehen.

## Verwendung
Wie die anderen Minerale der Turmalingruppe wird auch Uvit bei entsprechender Qualität in Bezug auf Reinheit, Transparenz und Farbe als Schmuckstein in facettierter Form verwendet.